# Red Bank (Tennessee)
Red Bank es una ciudad ubicada en el condado de Hamilton en el estado estadounidense de Tennessee. En el Censo de 2010 tenía una población de 11.651 habitantes y una densidad poblacional de 690,48 personas por km².

## Geografía
Red Bank se encuentra ubicada en las coordenadas 35°6′43″N 85°17′46″O / 35.11194, -85.29611. Según la Oficina del Censo de los Estados Unidos, Red Bank tiene una superficie total de 16.87 km², de la cual 16.87 km² corresponden a tierra firme y (0%) 0 km² es agua.

## Demografía
Según el censo de 2010, había 11.651 personas residiendo en Red Bank. La densidad de población era de 690,48 hab./km². De los 11.651 habitantes, Red Bank estaba compuesto por el 85.03% blancos, el 7.46% eran afroamericanos, el 0.35% eran amerindios, el 1.31% eran asiáticos, el 0.08% eran isleños del Pacífico, el 3.7% eran de otras razas y el 2.07% pertenecían a dos o más razas. Del total de la población el 6.45% eran hispanos o latinos de cualquier raza.